# Potârnichea
Potârnichea (antiguamente Abdulah) es una localidad rumana de la comuna de Topraisar, en el condado de Constanța.

## Toponimia
El antiguo nombre del lugar puede encontrarse escrito con grafías como Abdulah y Abdullah. Pasó a llamarse Potârnichea.

## Historia
Hacia finales del siglo XIX, la localidad, que ya por entonces pertenecía al condado de Constanța, formaba parte de la antigua comuna de Osman-Faca y tenía contabilizada una población de 314 habitantes.
En la segunda mitad del siglo XX la localidad había pasado a formar parte de la comuna de Topraisar. En el censo de 2021 la localidad tenía una población de 481 habitantes.